# Жук Роман Васильович
Роман Васильович Жук (нар. 11 квітня 1955, м. Тлумач, Івано-Франківська область) – український художник, один із засновників українського трансавангарду.

## Ранні роки і творчість
Роман Жук народився 11 квітня 1955 року м. Тлумач Івано-Франківської області. Своє дитинство провів у Коломиї. У 1978 році закінчив Львівський державний інститут прикладного і декоративного мистецтва. Його викладачами були Карло Звіринський і Юрій Дворник. 
У 1978-1982 роках також там працював викладачем на кафедрі живопису. 
Від 1987 року активно бере участь в українських та іноземних виставках. З 1987 року - член Національної спілки художників України.
Наразі живе і працює у Львові (Україна) і в Амстердамі (Нідерланди).

## Особливості художнього вираження
У ранніх роботах середини 1970-х років Роман Жук зображує експресію розтління. Малює розрізану плоть: натюрморти з м’ясом, вбитими тваринами.
Від початку 1980-х років перетворює традиційні жанри натюрморту і портрету в загадкові оповіді, що віддзеркалюють сюрреалізм Рене Магрітта і Макса Ернста.
З початком 2000-х років у його твори додались риси «к’ютизму» та гіперреальності як метафори насмішки зі споживацького способу життя. Визначальна стилістична риса робіт Романа Жука – це відмова від композиції та логічності задля концепції. У своїх роботах митець цитує нідерландця Ієроніма Босха, сюрреаліста Сальвадора Далі, метафізика Джорджо Моранді, класика Сандро Боттічеллі та інших.

## Участь у виставках
Твори Романа Жука експонують на виставках по всьому світу з 1987 року. Вони зберігаються у колекціях багатьох музеїв і галерей Києва, Львова та інших міст України.

## Список вибраних творів
- 1978 - “М’ясо”[9]
- 1983 - "Кури"
- 1985 - "Натюрморт з гранатами і мішком вночі"
- 1986 - "Натюрморт з пірамідкою"
- 1988 - "Хамелеони (абракадабра)"
- 1988 - Натюрморт 2[10]
- 1989 - "Дикунка"
- 1994 - "Три грації"